# آرامگاه سید صدرالدین
مقبره سید صدرالدین مربوط به دوره صفوی است و در چالدران، حومه شهر واقع شده و این اثر در تاریخ ۲۵ اسفند ۱۳۷۹ با شمارهٔ ثبت ۳۲۵۶ به‌عنوان یکی از آثار ملی ایران به ثبت رسیده است.